# Saltoro Kangri
Le Saltoro Kangri est une montagne du Karakoram.

## Géographie
Le Saltoro Kangri est le point culminant des monts Saltoro, une chaîne mineure du Karakoram. Avec 7 742 m d'altitude, il s'agit du 31e plus haut sommet du monde (en n'incluant que les sommets de plus de 500 m de hauteur de culminance). Le Saltoro Kangri s'élève au-dessus des vallées du Kondus et du Saltoro, à l'ouest. Sa hauteur de culminance atteint 2 160 m, le plus proche sommet plus élevé étant le Gasherbrum I, 40 km au nord-nord-ouest.
Le Saltoro Kangri est situé au sud-ouest du glacier de Siachen, dans une région contrôlée par l'Inde mais revendiquée par le Pakistan.

## Histoire
La première tentative d'ascension du Saltoro Kangri est entreprise par une expédition britannique conduite par J. Waller, qui atteint presque 7 500 m en progressant par l'arête sud-est.
Une expédition universitaire britannique conduite par Eric Shipton s'approche du sommet à partir du Bilafond La à travers le Pakistan, avec un permis d'ascension pakistanais. Elle atteint la montagne mais ne la gravit pas.
La première ascension du Saltoro Kangri est réalisée en 1962 par une expédition pakistano-japonaise conduite par T. Shidei. Les japonais A. Saito et Y. Takamura et le pakistanais R. A. Bashir atteignent le sommet le 24 juillet en suivant l'arête sud-est.

## Ascensions
La montagne est située dans une zone non-délimitée comprise le col du Karakoram et NJ9842, le point le plus oriental défini par la ligne de contrôle, la ligne de cessez-le-feu conclue entre l'Inde et le Pakistan en 1949. Le glacier de Siachen est sous contrôle indien depuis le conflit de Siachen en 1984. Cette situation en pleine zone d'opérations militaires, ainsi que sa position dans une région isolée du Karakoram font que l'ascension du Saltoro Kangri est très peu entreprise. Une seule autre ascension semble être référencée, en 1981.